# Army of Two
Army of Two er et computerspil af typen third-person shooter, udviklet af Electronic Arts (EA), udgivet på Xbox 360 og Playstation 3, d. 7. marts 2008, i Europa. Spillets plot er en fiktiv historie om to privat-militærmænd, der kæmper i krig, politiske opgør eller en sammensværgelse der truer hele verden. Historiens tidslinje foregår fra 1993 til 2009. Spillet efterfølges af Army of Two: The 40th Day.
Spillet er fokuseret på co-op-delen. Teamwork og kordineret sammenspil er en nødvendighed for at gennemføre spillets opgaver. Det er meningen, at spillet skal spilles sammen med en anden person, men spiller man alene, så aktiveres deres selvudviklede "Partner Artificial Intelligence"(PAI), som husker spillerens strategiske træk, så ens NPC-makker spiller på samme måde som en selv.